# PPバンド
PPバンドは、プラスチック製の梱包用のバンドのこと。製品梱包で用いられる物流資材。PPとはプラスチックの種類であるポリプロピレンのこと。

## 種類
- 使用している原料により、リサイクルプラスチック製、バージンプラスチック製に分かれる。
- 表面には縞模様がある。
- プラスチック製や金属製のストッパー、熱溶着で固定する。
- 色、長さ、幅、厚み、厚みなどの違いにより多様な種類があり、用途により選べる。
- 色：青色、黄色、ナチュラル（無色透明）、緑、黒、
- 幅：6mm-19mm
- 厚み：0.28mm-0.60mmなど

## 主な国内製造業者
- グリーンプラ
- ウッドプラスチックテクノロジー
- 積水化学工業
- 大日製罐
- 信越工業
- サンキュー化成

## リサイクル、環境負荷
- PPバンドは、カラフルな色を出すためバージンプラスチック（新品のプラスチック）が使用されているものがほとんどである。
- プラスチック資源循環促進法が施行されており、使用済みプラスチック製品のリサイクルが求められており、メーカーがリサイクル原料を使った製品を開発するなどの対応を開始している。
- グリーンプラは、PPバンドからPPバンドへのリサイクル（いわゆる「バンドtoバンド」）製品である「グリーンライトバンド」[1]を発売している。近年、ペットボトルは使用済みのペットボトルからペットボトルに再生する「ボトルtoボトル」が商用化されており、このように同じ製品にリサイクルすることを「水平リサイクル」と呼び、環境負荷が少ない方法として評価されている。PPバンドもPPバンドにリサイクルする「水平リサイクル」が可能であり、グリーンプラやウッドプラスチックテクノロジーが実施している。
- 公的機関のグリーン調達においては、PPバンドは、「文具類」の中の「梱包用バンド」として特定調達品目に指定されている。[2]